# Réserve naturelle nationale de Ristolas - Mont-Viso
La réserve naturelle nationale de Ristolas - Mont-Viso (RNN163) est une réserve naturelle nationale située en Provence-Alpes-Côte d'Azur  dans le massif du Queyras et dans le département des Hautes-Alpes. Classée en 2007, elle occupe une surface de 2 295 ha à proximité du Mont Viso.

## Localisation

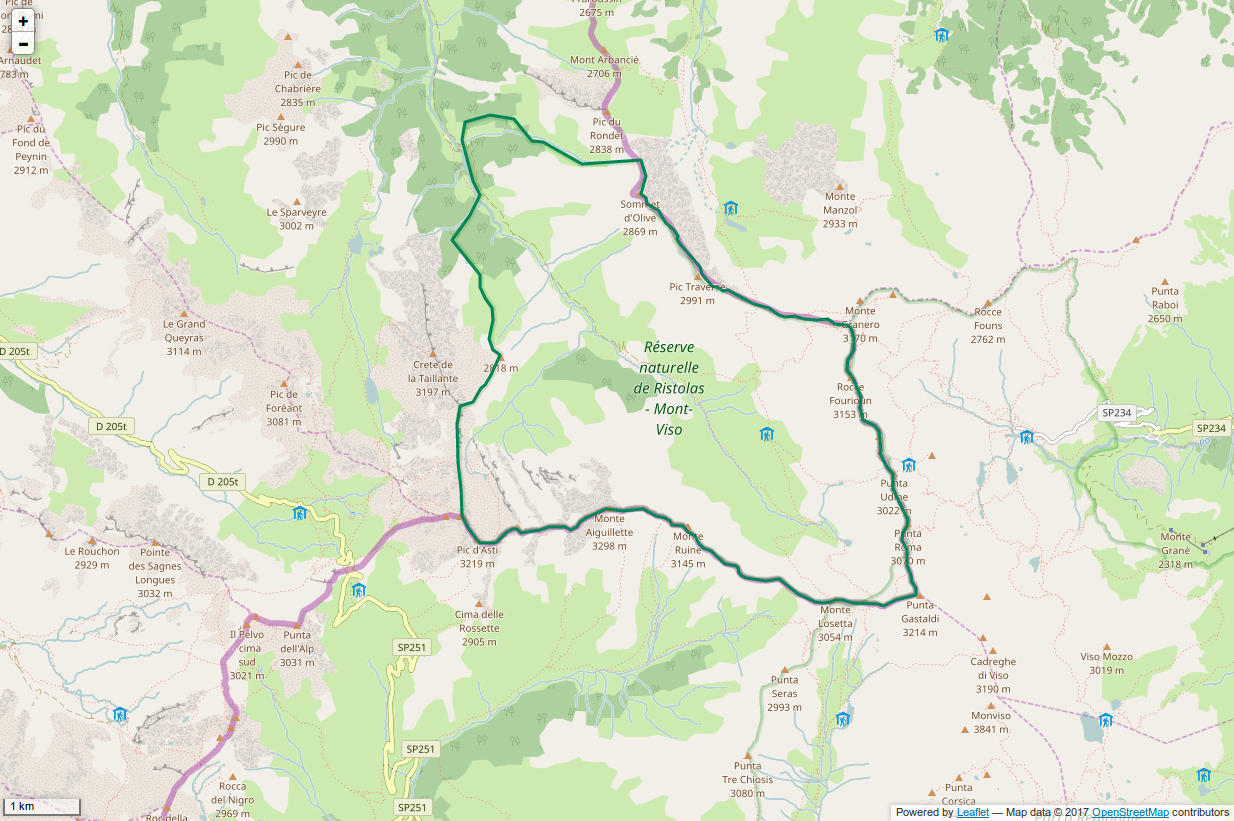
Périmètre de la réserve naturelle.

Le territoire de la réserve naturelle occupe 2 295,18 ha à l'extrémité sud du vallon de Ristolas dans le massif du Queyras et dans le département des Hautes-Alpes. Le Mont Viso se situe quelques kilomètres plus au sud en Italie. L'altitude varie entre 1 800 m et 3 300 m.

## Histoire du site et de la réserve
La réserve naturelle Ristolas-Mont-Viso a été créée en 2007 pour concilier la sauvegarde des patrimoines naturels et culturels avec les activités humaines, le tourisme, la chasse, le pastoralisme et la sylviculture, afin de transmettre aux générations futures un patrimoine riche et respecté.

## Écologie (biodiversité, intérêt écopaysager…)
Le fond du vallon de Ristolas comprend des milieux très variés : pelouses, prairies et landes, falaises, éboulis, rocailles et glaciers rocheux. Les milieux humides sont également bien présents : sources et marais alpins, lacs d'altitude.

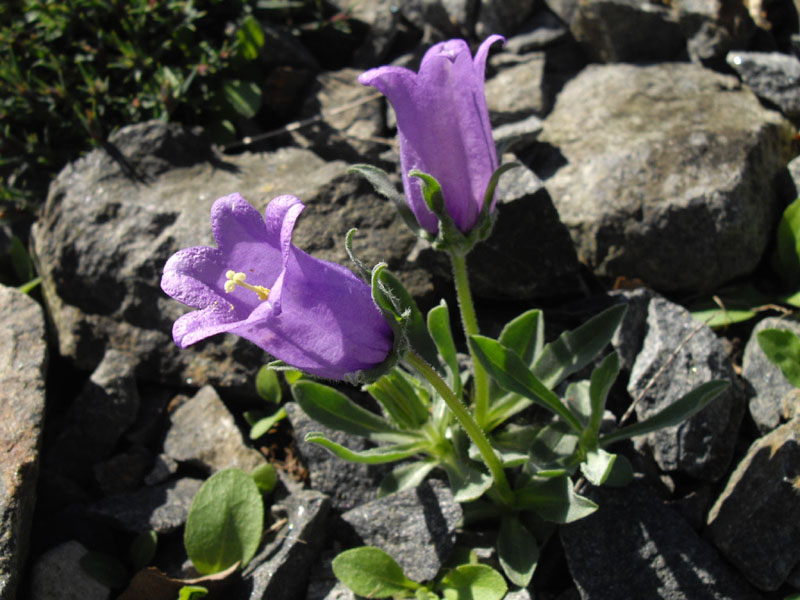
Campanule des Alpes

### Géologie
Le Queyras est caractérisé par une grande diversité de roches. On y trouve des gabbros, des schistes lustrés, des laves basaltiques, etc. Le massif du Mont Viso correspond au lieu de rencontres des plaques africaine et européenne, il y a 66 millions d'années.

### Flore
La flore compte environ 1 000 espèces. Parmi les plantes endémiques, on trouve la Campanule des Alpes, la Grassette du Queyras et le Saxifrage des Vaudois.

### Faune

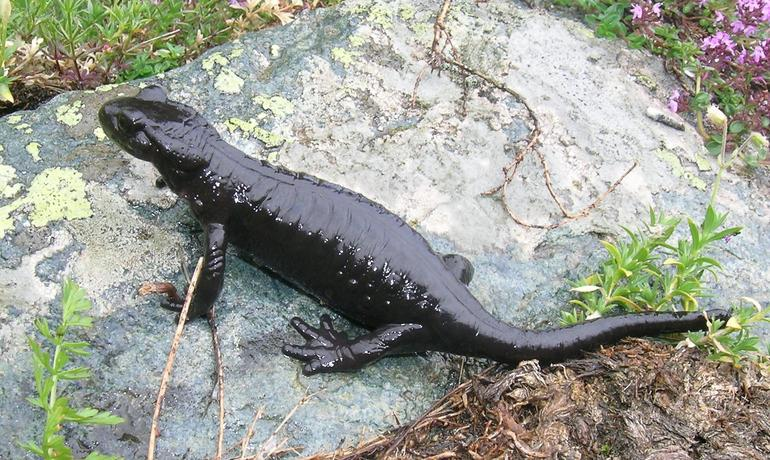
Salamandre de Lanza

L'inventaire des vertébrés compte 104 espèces. On peut y rencontrer le Lièvre variable, le Chamois et le Bouquetin.
L'avifaune compte la Niverolle alpine, l'Accenteur alpin, le Tétras lyre, le Lagopède alpin et Perdrix bartavelle. 
Les amphibiens comptent une espèce endémique du massif du Mont Viso, la Salamandre de Lanza.

## Intérêt touristique et pédagogique
La réserve naturelle est parcourue par quelques sentiers de randonnée pédestre. La randonnée pédestre ne s'exerce que sur les sentiers balisés. Le refuge du Viso se trouve dans le territoire de la réserve naturelle. Le PNR du Queyras, gestionnaire de la réserve naturelle organise des sorties et animations. "L'Arche des Cimes", centre d'interprétation à Ristolas, présente une exposition permanente permettant d'appréhender les richesses du patrimoine naturel queyrassin.

## Administration, plan de gestion, règlement
La réserve naturelle est gérée par le Parc naturel régional du Queyras.

### Outils et statut juridique
La réserve naturelle a été créée par un décret du 8 février 2007.